# Max Born
Max Born (født 11. december 1882 i Breslau, død 5. januar 1970 i Göttingen) var en tysk fysiker og matematiker, der spillede en stor rolle i udviklingen af kvantemekanikken. I 1954 modtog han Nobelprisen i fysik. Born var desuden en af de 11 videnskabsfolk, der underskrev Russell-Einstein-manifestet.
Han læste matematik under David Hilbert og tog sin doktorgrad i 1906 fra Georg-August-Universität Göttingen og blev senere professor i teoretisk fysik i Berlin, hvor han samarbejdede med Max Planck, Albert Einstein og Walther Nernst. Fra 1921 til 1933 vendte han tilbage til Göttingen, hvor han blev professor og i samarbejde med Wolfgang Pauli, Werner Heisenberg og Pascual Jordan udviklede store dele af den moderne kvantemekanik. Blandt Borns vigtigste resultater var den såkaldte Born-Oppenheimer-approksimering, der i 1928 førte til orbitalmodellen. 
På grund af sin og sin kones delvist jødiske herkomst blev Born i 1933 frataget sit professorat. Familien emigrerede til Edinburgh, hvor han arbejdede som docent frem til 1954. Samme år modtog han Nobelprisen og vendte tilbage til Tyskland, hvor han virkede til sin død.
Sangeren Olivia Newton-John er barnebarn af Max Born.